# Iris tuberosa
Iris tubéreux
Espèce
L'Iris tubéreux, Iris tuberosa, est une espèce de plantes à fleurs de la famille des Iridaceae. C'est une plante méditerranéenne, répartie du Sud-Est de la France jusqu'aux îles Égéennes

## Liste des taxons de rang inférieur
Liste des variétés selon GBIF (20 août 2021) :
- Iris tuberosa var. longifolia
- Iris tuberosa var. tuberosa

## Systématique
Le nom scientifique complet (avec auteur) de ce taxon est Iris tuberosa L..
Ce taxon porte en français les noms vernaculaires ou normalisés suivants : hermodactyle tubéreux, Iris  tubéreux,.
Iris tuberosa a pour synonymes :
- Hermodactylus tuberosus (L.) Mill.
- Hermodactylus tuberosus (L.) Salisb., 1812